# حوضه آبریز دریاچه ارومیه

موقعیت حوضهٔ آبریز دریاچهٔ ارومیه

حوضهٔ آبریز دریاچهٔ ارومیه یکی از حوضه‌های بستهٔ ایران است که در تقسیم‌بندی حوضه‌های آبریز ایران، حوضهٔ اصلی به‌شمار می‌رود. مساحت این حوضه، ۵۱٬۸۰۱ کیلومتر مربع است. حوضهٔ آبریز دریاچهٔ ارومیه تنها یک زیرحوضهٔ درجهٔ ۲ دارد و شامل رودهایی است که به دریاچهٔ ارومیه منتهی می‌شوند. مهم‌ترین رودهای این حوضه، آجی‌چای، زرینه‌رود و سیمینه‌رود هستند.

## جغرافیا
حوضهٔ دریاچهٔ ارومیه در استان‌های آذربایجان شرقی و غربی و کردستان قرار دارد. مرز غربی آن ارتفاعات مرزی ایران و ترکیه است. بلندترین ارتفاعات این حوضه شامل سبلان به ارتفاع ۴٬۸۱۱ متر و سهند به ارتفاع ۳٬۷۰۷ متر هستند و پایین‌ترین نقطهٔ حوضه، دریاچهٔ ارومیه به ارتفاع متوسط ۱٬۲۸۰ متر است. میانگین بارندگی حوضه ۵۵۰ میلی‌متر است و منشأ اصلی آن، جریان‌های مدیترانه‌ای است. رودهای عمدهٔ حوضه در نیمهٔ جنوبی آن قرار دارند و مهم‌ترین آن‌ها آجی چای، زرینه‌رود، سیمینه‌رود، مهابادرود، باراندوزچای، زولاچای و نازلی‌چای هستند. از سوی دیگر، رودهای بخش شمالی عمدتاً دارای حوضه کوچک و کم‌آب هستند.

## زیرحوضه‌ها
برپایهٔ دستورالعمل تقسیم‌بندی حوضه‌های ایران، حوضهٔ آبریز دریاچهٔ ارومیه به زیرحوضه‌های زیر تقسیم می‌شود:
| کد  | نام زیرحوضه            | مساحت کیلومتر مربع | تعداد زیرحوضه‌ها |
| --- | ---------------------- | ------------------ | --------------- |
| ۳۰۱ | غرب دریاچه             | ۷٬۹۳۶              | ۷               |
| ۳۰۲ | رود گادار و رود مهاباد | ۳٬۵۹۹              | ۲               |
| ۳۰۳ | سیمینه‌رود و زرینه‌رود   | ۱۷٬۴۹۵             | ۳               |
| ۳۰۴ | جنوب غرب سهند          | ۲٬۰۷۵              | ۳               |
| ۳۰۵ | آجی‌چای                 | ۱۱٬۴۵۷             | ۶               |
| ۳۰۶ | شمال دریاچه            | ۱٬۸۷۳              | ۲               |
| ۳۰۷ | دریاچهٔ ارومیه و جزایر  | ۷٬۳۶۶              | ۲               |

## سد سازی در حوضه دریاچه ارومیه
طی دهه‌های گذشته سدسازی گسترده و برداشت آب قابل توجهی در حوضه آبریز دریاچه ارومیه انجام شده است. وزارت نیرو از این سدها دفاع می‌کند و وجود آنها را برای دریاچه خیلی مضر نمی‌داند، اما منتقدان معتقدند این سدها به علت دگرگون کردن جریان طبیعی رودخانه‌هایی که آب دریاچه را تغذیه می‌کردند، اثرات تعیین‌کننده‌ای در کاهش آب دریاچه داشته‌اند.

### نام سدهای ساخته شده در حوضه دریاچه ارومیه (تا سال ۱۳۹۶)
1. سد پارام استان آذربایجان شرقی.
2. سد چوغان (جوقان) استان آذربایجان شرقی.
3. سد آمند تبریز استان آذربایجان شرقی.
4. سد اردلان استان آذربایجان شرقی.
5. سد تاجیار سراب استان آذربایجان شرقی.
6. سد تیل استان آذربایجان شرقی.
7. سد حسنلو استان آذربایجان غربی.
8. سد ده گرچی اشنویه استان آذربایجان غربی.
9. سد زولا استان آذربایجان غربی.
10. سد ساروق (گوگردچی) استان آذربایجان غربی.
11. سد شهرچائی استان آذربایجان غربی.
12. سد علویان مراغه استان آذربایجان شرقی.
13. سد شهید کاظمی بوکان استان آذربایجان غربی.
14. سد قاضی کندی استان آذربایجان شرقی.
15. سد قلعه چای عجبشیر استان آذربایجان شرقی.
16. سد نوروزلو (میاندوآب) استان آذربایجان غربی.
17. سد قیصرق استان آذربایجان شرقی.
18. سد کردکندی استان آذربایجان شرقی.
19. سد مقصودلو استان آذربایجان شرقی.
20. سد ملا یعقوب استان آذربایجان شرقی.
21. سد ملک کیان استان آذربایجان شرقی.
22. سد مهاباد استان آذربایجان غربی.
23. سد نهند استان آذربایجان شرقی.

### نام سدهای در دست ساخت در حوضه اصلی آبریز دریاچه ارومی[۶]
1. سد اشنویه (چپر آباد) استان آذربایجان غربی.
2. سد چراغ ویس استان کردستان.
3. سد امام چای استان آذربایجان شرقی.
4. سد باراندوز استان آذربایجان غربی.
5. سد سیمینه رود استان آذربایجان غربی.
6. سد شهید مدنی (ونیار) استان آذربایجان شرقی.
7. سد لیلان چای استان آذربایجان شرقی.
8. سد نازلو استان آذربایجان غربی.
9. سد خراسانه بوکان استان آذربایجان غربی.
10. سد دیرعلی استان آذربایجان غربی.

### نام سدهای در دست مطالعه حوضه اصلی آبریز دریاچه ارومیه (سال ۱۳۹۶)
1. سد چهرگان – مرحله اول – استان آذربایجان شرقی.
2. سد آتمیان – در مرحله شناسائی – استان آذربایجان شرقی.
3. سد آجرلو – در مرحله اول – استان آذربایجان غربی.
4. سد آلقو – در مرحله شناسائی – استان آذربایجان شرقی.
5. سد ابرغان – در مرحله اول – استان آذربایجان شرقی.
6. سد باروق (قطار) – در مرحله دوم – استان آذربایجان غربی.
7. سد ترپ – مرحله دوم – استان آذربایجان شرقی.
8. سد تسوج – در مرحله اول – استان آذربایجان شرقی.
9. سد توپچی – در مرحله اول – استان آذربایجان شرقی.
10. سد خانم گلی – در مرحله اول – استان آذربایجان غربی.
11. سد خراجوچای – در مرحله دوم – استان آذربایجان شرقی.
12. سد دوش – در مرحله دوم – استان آذربایجان شرقی.
13. سد ساینجق – در مرحله اول – استان آذربایجان شرقی.
14. سد سردار آباد – در مرحله اول – استان آذربایجان شرقی.
15. سد سنته – در مرحله دوم – استان کردستان.
16. سد سینیخ چای – در مرحله اول – استان آذربایجان شرقی.
17. سد شورسو – در مرحله اول – استان آذربایجان شرقی.
18. سد عباس‌آباد هریس – مرحله شناسائی – استان آذربایجان شرقی.
19. سد عسگرآباد – در مرحله شناسائی – استان آذربایجان شرقی.

۲۰ – سد قاشقیه – در مرحله اول – استان آذربایجان شرقی.
1. سد کهریز – در مرحله اول – استان آذربایجان شرقی.
2. سد مردق چای (قره ناز) – در مرحله دوم – استان آذربایجان شرقی.
3. سد مرخز – در مرحله اول – استان کردستان.
4. سد هرزورز هریس (خارج بستر) – در مرحله اول – استان آذربایجان شرقی.
5. سد کردکند (قپلانتو) – در مرحله اول – استان آذربایجان شرقی.
6. سد زره شوران – در مرحله اول -استان آذربایجان غربی.
7. سد قینرجه – در مرحله اول – استان آذربایجان غربی.
8. سد خلیفان – در مرحله اول – استان آذربایجان غربی.
9. سد زید کندی – در مرحله اول – استان آذربایجان غربی.
10. سد مامالو – در مرحله اول – استان آذربایجان غربی.
11. سد بردوک – در مرحله اول – استان آذربایجان غربی.
12. سد فلکان – در مرحله اول – استان آذربایجان غربی.
13. سد رشکان – در مرحله اول – استان آذربایجان غربی.
14. سد خانقاه سرخ – در مرحله دوم – استان آذربایجان غربی.
15. سد گل تپه مهاباد – در مرحله اول – استان آذربایجان غربی.
16. سد شیرمرد – در مرحله اول – استان آذربایجان غربی.
17. سد قیزقاپان – در مرحله اول – استان آذربایجان غربی.

۳۸ – سد حاجی بابا – در مرحله اول – استان آذربایجان غربی.
۳۹ – سد بالقچی – در مرحله اول – استان آذربایجان غربی.
1. سد یزدکان – در مرحله دوم – استان آذربایجان غربی.
2. سد سیرلر بستان آباد – مرحله اول – آذربایجان شرقی.